# IC 4830
IC 4830 је спирална галаксија у сазвјежђу Паун која се налази на листи објеката дубоког неба у Индекс каталогу.
Деклинација објекта је - 59° 17' 40" а ректасцензија 19h 13m 48,4s. Привидна величина (магнитуда) објекта IC 4830 износи 12,2 а фотографска магнитуда 13,0. Налази се на удаљености од 64,537 милиона парсека од Сунца. IC 4830 је још познат и под ознакама ESO 141-37, IRAS 19094-5922, PGC 62934.